# 黑河国家森林公园
黑河国家森林公园位于秦岭北麓的黑河源头，地处陕西省周至县厚畛子林场经营区内，北面是太白山，西接老县城，南临周至自然保护区，108国道从园内横穿，总面积7462公顷，园区森林覆盖率92%。黑河国家森林公园由周至县厚畛子林场于1997年立项投资建设，2000年建成投入运营。2003年，经省林业厅批准晋升为省级。2006年12月，经国家林业局批准晋升为国家级。2007年4月18日，由国家林业局局长贾治邦亲笔题写了“陕西黑河国家森林公园”园名，正式揭牌开园。

## 自然生态

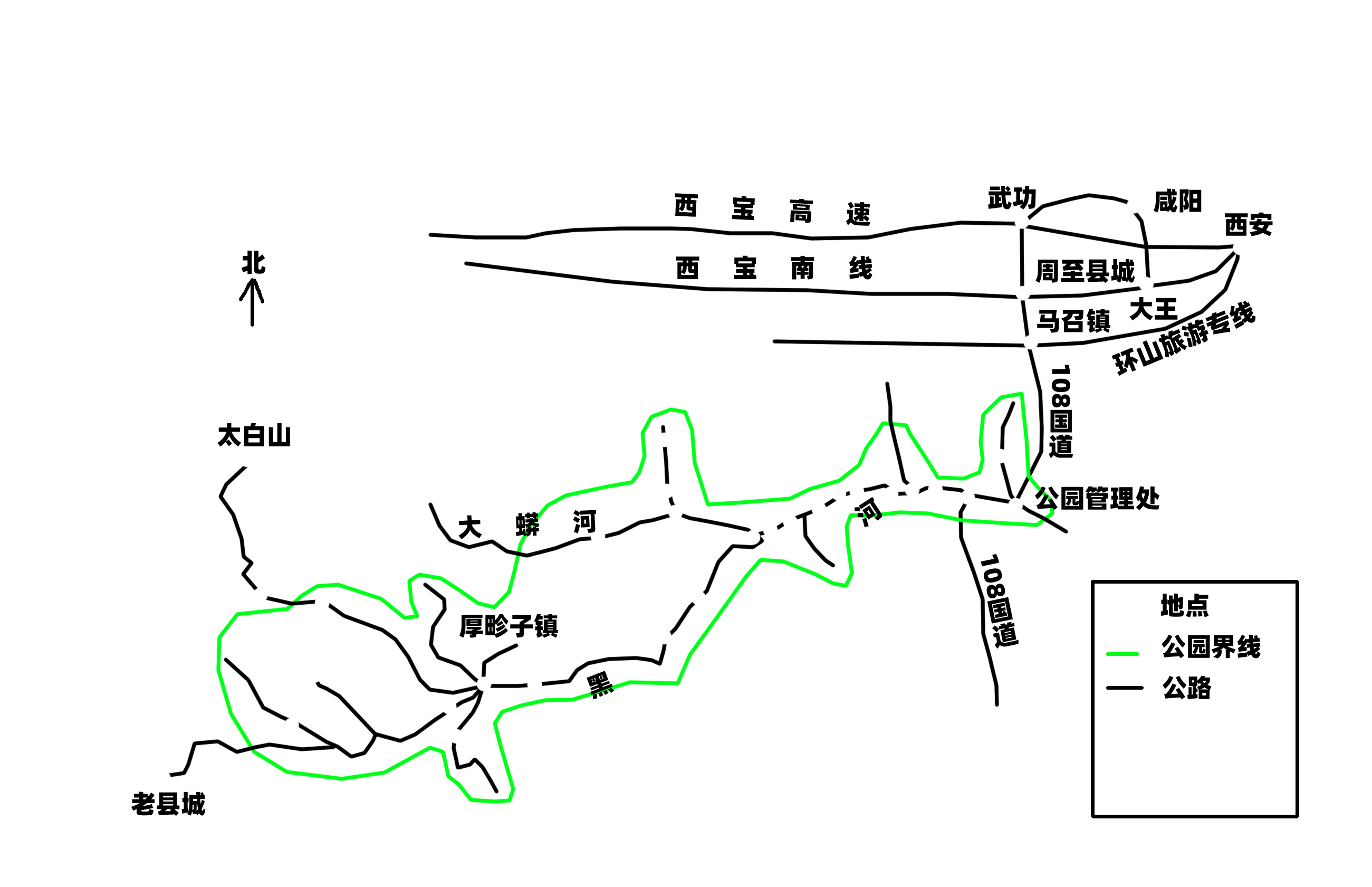
黑河国家森林公园旅游交通示意图

### 植物
公园森林覆盖率达94%，森林面积7016.5公顷 。厚珍子、铁甲树一带有原始森林800多公顷，大蟒河、父子岭、黑河主河道之间有原始森林约1600公顷，均以油松、栋类、锻树、白桦等为主。林分平均高度15米，郁闭度达0.8以上，林龄约为200年左右。

### 动物
园区约有野生动物280余种，其中国家一类保护动物有大熊猫、金丝猴、羚牛、豹、林麝等5种，二类保护动物有黑熊、斑羚、金猫等20余种。公园处于连接周保、老保、 太保的枢纽地段，为国家划定的大熊猫走廊带。

### 气候水文
园区属暖温带半湿润大陆性季风气候，其特点是夏短而凉，冬长而寒，气候湿润多雨，垂直差异明显，年平均气温8.4℃。

## 争议

### 门票
黑河国家森林公园在周边重要的交通通道设立收费处收取门票费，收费处设置在前往厚畛子镇和老县城的唯一的通道砂厚路上，除了村里的人，其他路过的车辆无论去哪都要收去费用。2019年8月2日，西安日报记者驱车前往厚畛子镇，在砂厚路被拦下，工作人员要求记者下车买票，一人50元。当记者表示不去景区，只去镇上办事时，工作人员称：“不管你去哪，进门就是公园，只要不是村民都得买票。”

## 荣誉
- 国家4A级景区[6]
- 秦岭终南山联合国教科文组织世界地质公园核心景区[7]
- 世界自然基金会生态旅游示范区[8]